# Мусин-Пушкин, Александр Алексеевич (1855)
Граф Алекса́ндр Алексе́евич Му́син-Пу́шкин (1855—1918) — попечитель Одесского и Санкт-Петербургского учебных округов, сенатор (1913), гофмейстер.

## Биография
Сын петербургского уездного предводителя дворянства, гофмаршала графа Алексея Ивановича Мусина-Пушкина (1825—1879) от брака со статс-дамой, графиней Любовью Александровной Кушелевой-Безбородко (1833—1913), дочерью А. Г. Кушелева-Безбородко. Родился 8 (20) марта 1855 года в Санкт-Петербурге, был крещён 28 марта 1855 года в Сергиевском соборе при восприемстве деда графа  Кушелева-Безбородко и А. П. Дурново.
Окончил Санкт-Петербургскую 3-ю гимназию (1875) и историко-филологический факультет Санкт-Петербургского университета со степенью кандидата (1879). С марта 1880 года состоял почётным попечителем Историко-филологического института князя Безбородко в Нежине. С 4 марта 1882 года состоял помощником секретаря учёного комитета Министерства народного просвещения, затем — окружным инспектором Санкт-Петербургского учебного округа; с 1 января 1889 года состоял в чине коллежского советника.
В 1890—1899 годы — помощник попечителя Киевского учебного округа, получил звание камергера; с 29 ноября 1899 года — член Совета министра народного просвещения. С 1 января 1893 года — статский советник; 1 января 1901 года был произведён в действительные статские советники.
В период 1906—1907 годов граф Мусин-Пушкин был попечителем Одесского учебного округа; в разгар революционного движения на юге России он выдержал атаку увлечённых политикой профессоров и восстановил нормальный ход учебных занятий.
В 1907 году был назначен почётным опекуном Санкт-Петербургского присутствия Опекунского совета ведомства учреждений императрицы Марии; 17 декабря 1907 года был назначен попечителем Санкт-Петербургского учебного округа.
В 1911 году был пожалован в гофмейстеры; 21 января 1913 года назначен сенатором, присутствующим в Департаменте герольдии Правительствующего Сената.
Был избран почётным гражданином посада Малой Вишеры Новгородской губернии. В его владении было три дома в Санкт-Петербурге, дача возле Санкт-Петербурга и более 80 тысяч десятин земли в Ярославской, Орловской, Херсонской, Черниговской и Полтавской губерниях.
Умер 27 июня 1918 года в Киеве от кровоизлияния в мозг. Отпевался в Александро-Невской церкви на Липках и был похоронен на Аскольдовой могиле.

## Награды
- Орден Святой Анны 2-й ст. (1892);
- Орден Святого Владимира 4-й ст. (1896);
- Орден Святого Владимира] 3-й ст. (1903);
- Орден Святого Станислава 1-й ст. (1906);
- Орден Святой Анны 1-й ст. (1909);
- Орден Белого Орла.
- медаль «В память царствования императора Александра III»
- медаль «В память 300-летия царствования дома Романовых»

Иностранные:
- бельгийский Орден Леопольда I, командорский крест (1903).

## Сочинения
- Высшие учебные заведения с интернатами в Германии и Франции. — Санкт-Петербург, 1882.
- Эразм Роттердамский как сатирик и значение его сатиры для современного ему общества. — Санкт-Петербург, 1886.
- Народное образование в Италии. — Санкт-Петербург, 1890.
- Конгресс по среднему образованию в Брюсселе в сентябре 1901 года. — Санкт-Петербург, 1902.
- О Нежинском историко-филологическом институте князя Безбородко. — Киев, 1902.
- Подготовка учителей новых языков в Германии, Австрии, Франции и Швейцарии. — Санкт-Петербург, 1902.
- Чем должна быть наша среднеобразовательная школа. — Санкт-Петербург, 1902.
- К вопросу о реформе нашей средней школы. — Санкт-Петербург, 1904.
- Сборник статей по вопросам школьного образования на Западе и в России. Том 1. — Санкт-Петербург, 1912.
- Сборник статей по вопросам школьного образования на Западе и в России. Том 2. — Санкт-Петербург, 1912.
- К вопросу о взаимных отношениях семьи и школы в педагогической литературе и школьной практике у нас и на Западе. — Санкт-Петербург, 1914.
- Некоторые общие соображения по вопросу о задачах низшего, среднего и высшего образования. — Санкт-Петербург, 1914.
- О необходимости национального направления нашей школы. — Петроград, 1915.
- К вопросу об университетском преподавании. — Петроград, 1915.
- Среднеобразовательная школа в России и ее значение. — Петроград, 1915.
- Н. И. Пирогов, как педагог. — Петроград, 1917.

## Семья

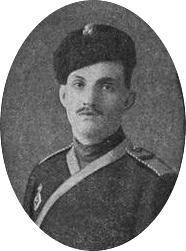
Алексей Мусин-Пушкин

Был женат на княжне Марии Николаевне Долгоруковой. У них — трое детей:
- Любовь (1885—1946), замужем за П. В. Кочубеем (1880—1918). В эмиграции в Бельгии.
- Мария (1887—?), замужем за князем М. С. Гагариным
- Алексей (1888—1914), подпоручик лейб-гвардии 4-го стрелкового полка, убит в Первую мировую войну[5].